# Emiko Miyamoto
Emiko Miyamoto (宮本 恵美子 Miyamoto Emiko?,  Prefectura de Fukushima, Japón; 10 de mayo de 1937 – Takahagi, Ibaraki; 7 de diciembre de 2023) fue una voleibolista japonesa.

## Carrera

### Club
Jugó toda su carrera con el Oriental Witches de 1953 a 1964.

### Selección nacional
Jugó para Japón de 1960 a 1964, con el que logró ganar la medalla de oro en los Juegos Olímpicos de Tokio 1964, además de ganar el Campeonato Mundial de Voleibol Femenino de 1962 en Unión Soviética y finalista en el Campeonato Mundial de Voleibol Femenino de 1960 en Brasil.

## Muerte
Miyamoto murió de sepsis en Takahagi, Ibaraki el 7 de diciembre de 2023 a los 86 años.

## Logros
- Campeonato Mundial de Voleibol Femenino (1): 1962
- Voleibol en los Juegos Olímpicos (1): 1964